# Музей Брандхорста
Музей Брандхорста (нем. Museum Brandhorst) — новый художественный музей в столице Баварии. Торжественное открытие музея состоялось 18 мая 2009 года, для посетителей музей открылся 21 мая 2009 года. Здание музея располагается в мюнхенском районе Максфорштадт недалеко от Турецких ворот и Пинакотеки современности. В музее представлена коллекция современного искусства наследника Henkel Удо Брандхорста и его супруги Анетты Брандхорст.

## История  создания
Анетт Брандхорст, праправнучка основателя немецкой химико-промышленной компании Henkel, и ее муж Удо Фриц-Германн начали собирать коллекцию произведений искусства в 1971 году. Когда Анетт умерла от рака в 1999 году, ее муж Удо передал коллекцию в дар земле Бавария с условием, что государство построит для нее достойный дом. Строительство стоимостью 67 миллионов долларов финансировала Бавария.

## Здание
Современное здание площадью 3200 м² было построено по проекту архитектурного бюро Sauerbruch Hutton. Здание состоит из трех выставочных зон, которые соединены лестницей. Во всех галереях (за исключением Media Suite) белые стены и деревянные полы из датского дуба.

## Коллекции
Основными направлениями коллекции являются произведения классического модернизма, а также работы художников, представляющих искусство после 1945 года. В частности, это работы Йозефа Бойса, Дэмьена Хёрста, Зигмара Польке, Энди Уорхола и Сая Туомбли, которому в музейном здании отведён целый этаж. Музей входит в мюнхенский Ареал искусства.
Бумажные работы Казимира Малевича, Курта Швиттерса, Жоана Миро и других также входят в коллекцию Брандхорста.
В музее также хранится коллекция из 112 иллюстрированных книг Пабло Пикассо, поскольку Удо и Анетт Брандхорст интересовались не только изобразительным искусством, но и литературой.